# The Dark Side (Muse)
The Dark Side è un singolo del gruppo musicale britannico Muse, pubblicato il 30 agosto 2018 come secondo estratto dall'ottavo album in studio Simulation Theory.

## Descrizione
Seconda traccia dell'album, il brano è tipicamente elettropop ed influenzata da elementi rock tipici del gruppo, con la presenza di un assolo di chitarra nel bridge.

## Video musicale
Come tutti i video dei brani dell'album, anche questo è stato diretto da Lance Drake e rappresenta una continuazione di quello realizzato per il precedente singolo Something Human.
Il video mostra il frontman Matthew Bellamy cantare il brano mentre viaggia a bordo di un'autovettura all'interno di un mondo futuristico e distopico ispirato al film Tron.

## Tracce
Testi e musiche di Matthew Bellamy.
1. The Dark Side – 3:47

## Formazione
Gruppo
- Matthew Bellamy – voce, chitarra, tastiera, sintetizzatore, programmazione
- Chris Wolstenholme – basso, sintetizzatore
- Dominic Howard – batteria, sintetizzatore

Produzione
- Rich Costey – produzione
- Muse – produzione
- Adam Hawkins – ingegneria del suono
- Rob Bisel – assistenza all'ingegneria del suono
- Tyler Beans – assistenza all'ingegneria del suono
- Aleks von Korff – assistenza all'ingegneria del suono
- Mark "Spike" Stent – missaggio
- Michael Freeman – assistenza al missaggio
- Chris Whitemyer – assistenza tecnica
- Jeremy Berman – assistenza tecnica
- Dylan Neustadter – assistenza ai Shangri-La
- Sam Grubbs – assistenza ai Shangri-La
- Colin Willard – assistenza ai Shangri-La
- Randy Merrill – mastering

## Classifiche
| Classifica (2018)                | Posizione massima |
| -------------------------------- | ----------------- |
| Belgio (Fiandre)                 | 72                |
| Belgio (Vallonia)                | 70                |
| Stati Uniti (rock & alternative) | 32                |
| Svizzera                         | 85                |